# Gymnocalycium mihanovichii
Gymnocalycium mihanovichii е вид кактус от Южна Америка. Най-популярните сортове са разнообразни мутанти, на които напълно липсва хлорофил, излагащ червената, оранжевата или жълтата пигментация. Тези мутантни щамове често се присаждат върху кактуса на хилоцереус (Hylocereus) и комбинираното растение се нарича „лунен кактус“. Лунните кактуси обикновено се отглеждат като стайни растения и са известни още като рубинова топка, червена шапка, червен хиботан или кактуси хиботан.

## Описание
Индивидуално растящият Gymnocalycium mihanovichii има широко сферично, сиво-зелено, често червеникаво обрасло растително тяло, което достига височина и диаметър от 3 до 5 сантиметра. Обикновено има 8 ребра с тесни леко назъбени ръбове. Има 5 до 6 слаби, гъвкави и леко извити сиво-жълти тръни, дълги между 0,8 и 1 сантиметър и отчасти капещи. Дългите от 4 до 5 см, камбановидни до фуниевидни цветове са жълтеникаво-маслинени до светло маслиненозелени. Светлозелените тичинки са на два реда. Стилусът също е светло зелен; белегът жълтеникав. Плодовете са с вретеновидна форма.
Видовете, принадлежащи към сорта Hibotan, имат различен цвят от естествения, тъй като той е лишен от хлорофил и тъй като не може да живее със собствените си корени, е необходимо да бъде присаден върху друг кактус (Cactaceae), обикновено хилоцереус (Hylocereus).

## Отглеждане
Гимнокалициума произвежда израстъци лесно, дори когато е присаден, което след това може да бъде присадено на нова основа, увековечавайки растението. Дори и най-добрите присадки издържат само няколко години, тъй като основата расте по-бързо от Gymnocalycium. След тази точка разликата в скоростта между двете става твърде голяма, за да може присадката да се задържи и така те се разделят. Потомъкът обаче може да бъде присаден обратно към подложката след това.
Оцветените видове включват голяма група популярни мутанти, характеризиращи се с повече или по-малко цветни тела. Те могат да бъдат червени, оранжеви, лилави, жълти или дори бели. Първите напълно оцветени мутанти се наричат cv. Hibotan. Първите само частично де-хлорофили се наричат cv. Hibotan Nishiki и може да се отглежда от собствени корени. Всички Nishiki съдържат хлорофил, но с много антоцианин и изглеждат тъмнокафяви. С времето са получени много други цветове, а някои имат специални имена като Akagurohibotan-Nishiki или Pink-Kuro.

## Местообитание
Редица гимнокалициуми предпочитат сянка в дивата природа, като са прикрити под храсти или треви, докато други предпочитат обилна слънчева светлина. Лунният кактус, например, процъфтява най-добре при ярка, непряка светлина и може да расте на закрито целогодишно. Тези, които предпочитат обилно слънце, може да се нуждаят от прикритие от слънцето в най-горещите месеци, но преувеличаването на това ще доведе до загуба на цветя. Балансът на саксийната среда трябва да е достатъчен, за да позволи приличен дренаж, така че растенията да не седят в блатиста почва повече от ден или два след поливане. През летните месеци растението може да се нуждае от често поливане, въпреки че тези в малки саксии ще се нуждаят от седмично поливане. Независимо от това, компостът трябва да бъде практически сух преди повторно поливане. Поливането през зимните месеци е излишно.

## Галерия

### ЦялGymnocalycium mihanovichii
- Gymnocalycium mihanovichii
- Цвят
- Цвете
- Плодове
- Семена

### Присадки
- Сорт friedrichii Rubra
- Оранжев сорт
- Поглед отгоре
- Сорт friedrichii Aurea
- Цъфнал сорт